# В пути (фильм, 1961)
«В пути́» — советский телевизионный короткометражный художественный фильм, поставленный режиссёром Мери Анджапаридзе на киностудии «Мосфильм» в 1961 году.

## Сюжет
После смерти младшего брата пожилой человек забирает к себе свою осиротевшую племянницу Олю. По дороге домой в поезде с ними в купе едут два попутчика — старушка с котёнком и повар совхоза Варвара Макеева.
На вид прилежный, аккуратный, трудолюбивый и рассудительный, дядя Оли на самом деле оказывается сердитым и бессовестным скрягой, которому племянница нужна лишь как рабочая сила. Он не уважает её интересов, делает колкие замечания попутчикам и, как оказывается, раньше практически не дружил с Олиным отцом.
«Ай, страшный же вы человек», — говорит ему Варвара, когда полностью раскрывается его сущность.
Прощаясь, Варвара предлагает Оле сойти вместе с ней с поезда, но та не решается на решительный шаг и остаётся в вагоне. Дядя подходит к погрустневшей Оле и увещевает её спокойной жизнью, которая ждёт их в её новом доме. Но когда он называет Варвару вертихвосткой, в Оле пробуждаются бунтарские чувства. Она заявляет дяде, что не хочет спокойной жизни, и бежит через весь поезд, высматривая на перроне Варю. Заметив уходящую Варвару, она кричит: «Где искать тебя?» Та в ответ выкрикивает ей адрес, и поезд увозит обрадованную Олю.

## В ролях
- Ольга Красина — Оля
- Эльза Леждей — Варвара Макеева, повар совхоза, попутчица по купе
- Всеволод Санаев — старик, дядя Оли
- Елена Максимова — старушка, попутчица по купе
- Мухамед Союнханов[к 1] — Мухамед, проводник поезда
- Валентина Ананьина — влюблённая попутчица
- Иван Савкин — попутчик, возлюбленный попутчицы
- Нина Гребешкова — попутчица с мальчиком
- Леонид Гайдай — Толя, муж попутчицы с мальчиком
- Владимир Пицек — попутчик
- Руслан Ахметов — студент-попутчик с гитарой (нет в титрах)
- Юрий Дубровин — студент-попутчик (нет в титрах)
- Игорь Ясулович — студент-попутчик с батонами (нет в титрах)
- Оксана Гайдай[к 2] — Вася, маленький сын Толи (нет в титрах)